# Locus ceruli
El locus ceruli (en llatí locus coeruleus) és una regió anatòmica del tronc encefàlic involucrada en la resposta al pànic i a l'estrès. El seu nom en llatí significa el lloc blau, que deriva de la pigmentació ocasionada pel contingut de grànuls de neuromelanina dins d'aquesta estructura, motiu pel qual també és conegut com a Nucleus Pigmentosus Ponti. Aquesta melanina es forma per la polimerització de la noradrenalina.
Alguns autors afirmen que fou descrit inicialment per l'anatomista francès Félix Vicq d'Azyr al segle XVIII; altres afirmen que fou descrita en 1809 pel neuroanatomista alemany Johann Christian Reil. Anomenat pels germans Joseph Wenzel i Karl Wenzel al 1812.

## Anatomia
És un nucli que es troba a la regió grisa central a la part dorsal de la protuberància, sota el sòl del IV ventricle.

## Funció
El locus ceruli està involucrat en molts dels efectes simpàtics durant l'estrès a causa de l'increment en la producció de noradrenalina.
Estudis recents identifiquen aquest nucli com un centre clau als processos de vigília
Alguns estudis electrofisiològics sostenen que el locus ceruli s'activa per diferents estímuls estressants i estímuls nociceptius i també per estímuls fisiològics com hipotensió, la hipòxia i estimulació visceral que incrementen la descàrrega de les neurones d'aquesta estructura. Quan els models animals són exposats a estrès crònicament, produeix una major activitat sobre les neurones receptores del LC.
El locus ceruli també ha sigut involucrat en el trastorn per estrès posttraumàtic, i en la fisiopatologia de la demència a través de la pèrdua de l'estímul noradrenèrgic.
Científics del Col·legi de Medicina Albert Einstein de la Universitat Yeshiva (Estats Units) han proposat una radicalment nova teoria sobre l'autisme, que suggereix que el cervell de les persones amb aquesta malaltia és estructuralment normal, encara que desregulat, el que significa que els símptomes d'aquest patiment podrien ser reversibles, ja que l'autisme és un trastorn evolutiu causat per un dany a la regulació del locus ceruli. Al seu nou plantejament, aquest equip opina que a l'autisme, el sistema LC-NA està desregulat per la interrelació de factors ambientals, genètics i epigenètics (substàncies químiques presents tant dins com fora del genoma que regulen l'expressió genètica). Creuen que l'estrès té un paper central en la desregulació del sistema LC-NA, especialment a les etapes finals del desenvolupament prenatal quan el cervell fetal és particularment vulnerable.